# Pseudohadena vulnerea
Pseudohadena vulnerea là một loài bướm đêm trong họ Noctuidae.